# Heteroptera
Le cimici (Heteroptera Latreille, 1810) o eterotteri sono un sottordine di insetti dell'ordine dei Rincoti, comprendente circa 39 000 specie e diffuso in tutto il mondo. La denominazione comune di cimice si estende genericamente all'intero sottordine.

## Morfologia
Gli Eterotteri hanno corpo con profilo oblungo, più o meno slanciato, oppure tozzo, di forma ovoidale, spesso depresso in senso dorso-ventrale. Le livree possono essere poco appariscenti, con colori più o meno uniformi, oppure presentare colori vivaci, spesso con caratteri aposematici.

### Capo
Il capo è relativamente piccolo, relativamente mobile, ipognato o metagnato. È provvisto di due ocelli oppure ne è privo; gli occhi sono in genere presenti e piuttosto grandi, spesso sporgenti o peduncolati. Le antenne sono relativamente lunghe e filiformi, composte da 3-5 articoli, talvolta brevi e non visibili dall'alto. Si inseriscono su protuberanze del cranio. In alcuni eterotteri sono presenti sul capo organi sensoriali, detti tricobotri composti da una fossetta contenente una setola sensoriale.
L'apparato boccale è di tipo pungente-succhiante, con labbro superiore breve e di forma triangolare, mandibole e mascelle trasformate in stiletti atti a perforare e succhiare, labbro inferiore, detto rostro, composto da 3-4 articoli e conformato a doccia per accogliere gli stiletti in fase di riposto. Ai lati dell'inserzione del rostro sono presenti due espansioni laminari di origine mascellare, dette bucculae, che possono nascondere o meno il primo segmento del rostro alla vista laterale. La forma e lo sviluppo delle bucculae sono elementi di determinazione tassonomica.
Il rostro si inserisce nella zona anteriore del capo nettamente separata dal protorace da una regione sclerotizzata detta gola. Questo carattere distingue gli Eterotteri dagli Omotteri. Nelle forme zoofaghe è generalmente breve, spesso ricurvo, in quelle fitofaghe è piuttosto lungo e, in fase di riposo, si distende ventralmente disponendosi fra le coxe.
| |  |  |
| Morfologia degli Eterotteri: vista ventrale (a sinistra), laterale (al centro), dorsale (a destra). |  |  |
| Legenda. A: capo; B: torace; C: addome 1: unghie; 2: tarso; 3: tibia; 4: femore; 5: trocantere; 6: coxa; 7: mesosterno; 8: occhio composto; 9: antenna; 10: clipeo; 11: labbro superiore; 12: buccula; 13: antennifero; 14: gola; 15: rostro (labbro inferiore); 16: propleura; 17: mesopleura; 18: ostiolo efferente della ghiandola odorifera; 19: area evaporativa; 20: metapleura; 21: urosternite; 22: stigmi addominali; 23: laterotergite; 24: gonapofisi; 25: pronoto; 26: scutello; 27: clavo; 28: corio; 29: embolio; 30: membrana. |  |  |

### Torace

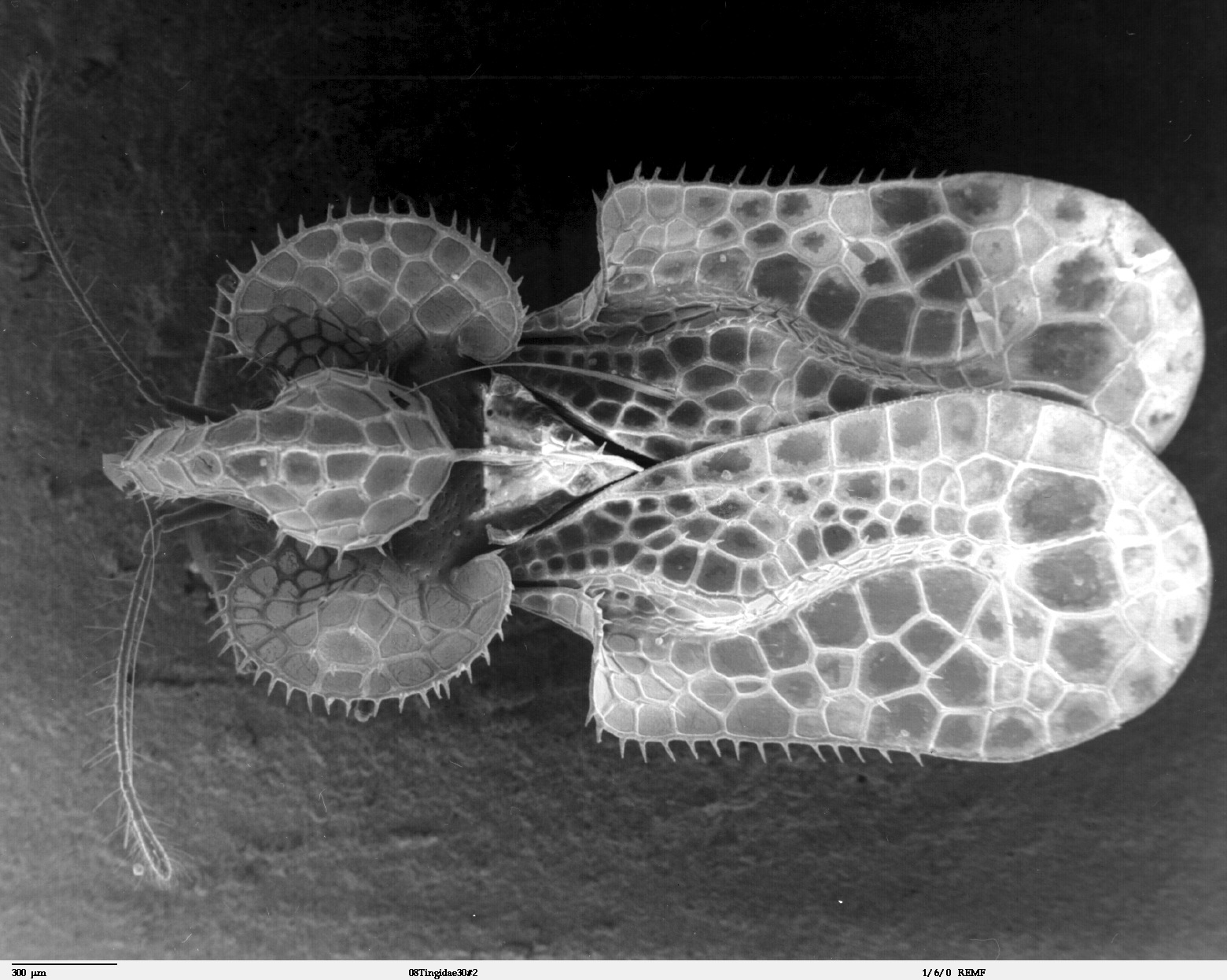
Espansioni e sculture del pronoto nei Tingidi.

Il torace mostra un pronoto abbastanza sviluppato, talvolta diviso in due parti, spesso di forma trapezoidale, allargandosi posteriormente. In diverse specie può presentare espansioni laterali o processi di varia forma e sviluppo. Mesotorace e metatorace sono visibili solo in parte, nelle forme alate, limitatamente allo scutello. Questo è in genere di forma triangolare e può estendersi posteriormente fino a ricoprire parte dell'addome. In alcuni Pentatomoidei può essere notevolmente sviluppato, fino a ricoprire interamente, o quasi, l'addome e le ali.
Nel metatorace è localizzato lo sbocco della ghiandola odorifera (o delle ghiandole). In base al numero si distinguono due tipi:
- il tipo omphalium, presente ad esempio nei Gerridi, è costituito da un unico sbocco impari e mediano, nel metasterno;
- il tipo diastomico, presente ad esempio nei Pentatomoidei, è costituito da due sbocchi pari e simmetrici, in corrispondenza delle metapleure.

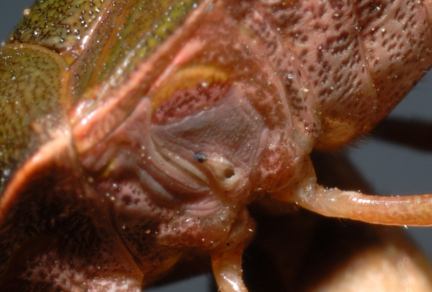
Sbocco della ghiandola odorifera nel pentatomide Palomena prasina.

Lo sbocco del dotto efferente della ghiandola è costituito da un solco, detto ostiolo, che si apre in una zona, detta area evaporante, con il tegumento morfologicamente distinto da quella circostante: l'area evaporante, infatti, si presenta rugosa o granulosa, allo scopo di accelerare l'evaporazione del secreto. La forma dell'area evaporante è un utile elemento di determinazione tassonomica. Negli stadi giovanili le ghiandole odorifere sono localizzate nell'addome e i loro efferenti si aprono in corrispondenza del bordo anteriore degli urotergiti IV-VI.
Nel sottordine sono presenti forme meiottere, anche attere, ma in genere le ali sono ben sviluppate e ricoprono interamente l'addome. Il carattere differenziale più evidente, che dà il nome al gruppo, è la conformazione dell'ala anteriore, trasformata in emielitra, ossia con l'area prossimale sclerificata e quella distale membranosa. Raramente le ali anteriori sono interamente e leggermente sclerificate (tegmine) oppure interamente membranose.

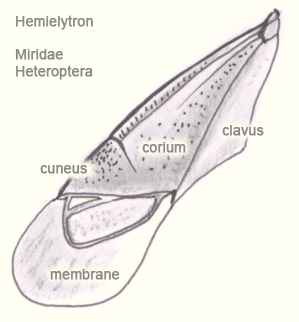
Morfologia dell'ala anteriore (emielitra) dei Miridi.

Nelle emielitre tipiche, la regione prossimale sclerificata è suddivisa da un solco in due aree, dette rispettivamente corio e clavo. Il solco decorre approssimativamente parallelo al margine dello scutello, configurando in modo caratteristico la morfologia delle ali. Il corio (o corium) si estende su gran parte della regione remigante e lungo il margine costale, il clavo (o clavus) è invece una ristretta area dislocata lungo il margine posteriore, adiacente allo scutello con le ali in riposo. In alcuni cimicomorfi (Miroidea e Anthocoridae), il corio differenzia, nella parte distale, un'area triangolare detta cuneo, separata dal corio da una linea più o meno marcata; l'area del corio parallela al margine costale è detta embolio. La parte distale delle emielitre, corrispondente alla metà o più piccola, è membranosa e trasparente e viene detta membrana. La membrana può essere più o meno ricca di nervature, il cui numero e sviluppo può essere un utile elemento di determinazione tassonomica. Le ali posteriori sono interamente membranose.
In fase di riposo le emielitre sono ripiegate sull'addome e tenute orizzontali, ricoprendo le posteriori e l'intero addome. La disposizione fa in modo che le aree membranose siano sovrapposte, i clavi delle due emielitre sono fra loro contrapposti e inframmezzati dallo scutello e i cori disposti più all'esterno. Pur essendo generalmente in grado di volare, gli Eterotteri non sono eccezionali volatori, ma diverse specie sono in grado di compiere migrazioni relativamente lunghe. Le ali dispongono di un apparato di collegamento abbastanza complesso: sul margine posteriore delle emielitre è presente una coppia di rilievi in cui si incastra un ispessimento del margine costale dell'ala posteriore.

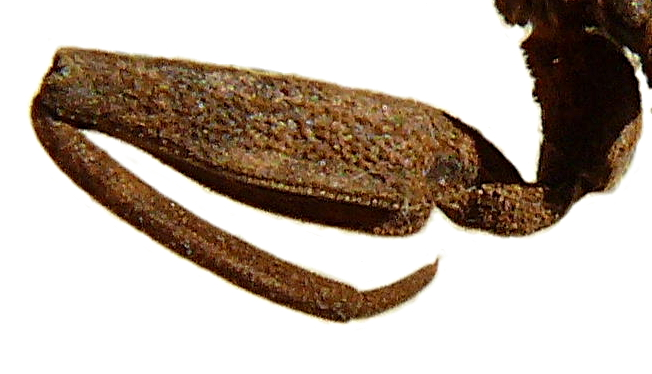
Zampa raptatoria di Nepa cinerea.

Le zampe sono ben sviluppate e spesso presentano adattamenti morfofunzionali. In generale le zampe sono di tipo cursorio o deambulatorio. Quelle anteriori sono talvolta modificate nel tipo raptatorio (es. Nepoidea) nelle forme predatrici, oppure fossorio (es. Corissidi). Quelle medie e posteriori sono in genere trasformate in natatorie nelle forme prettamente acquatiche (Nepomorpha). Nei Gerromorpha sono spesso sottili e allungate e conformate in modo da consentire la locomozione sulla superficie dell'acqua. Nei Miridi, infine, quelle posteriori sono spesso di tipo saltatorio, con femori leggermente ingrossati. Nei Coreidi femori e tibie sono spesso appiattite e caratterizzate dalla presenza di processi di varia forma e sviluppo conferendo un aspetto bizzarro alla conformazione delle zampe posteriori. I tarsi sono in genere composti da tre segmenti, con pretarsi conformati in vario modo.

### Addome

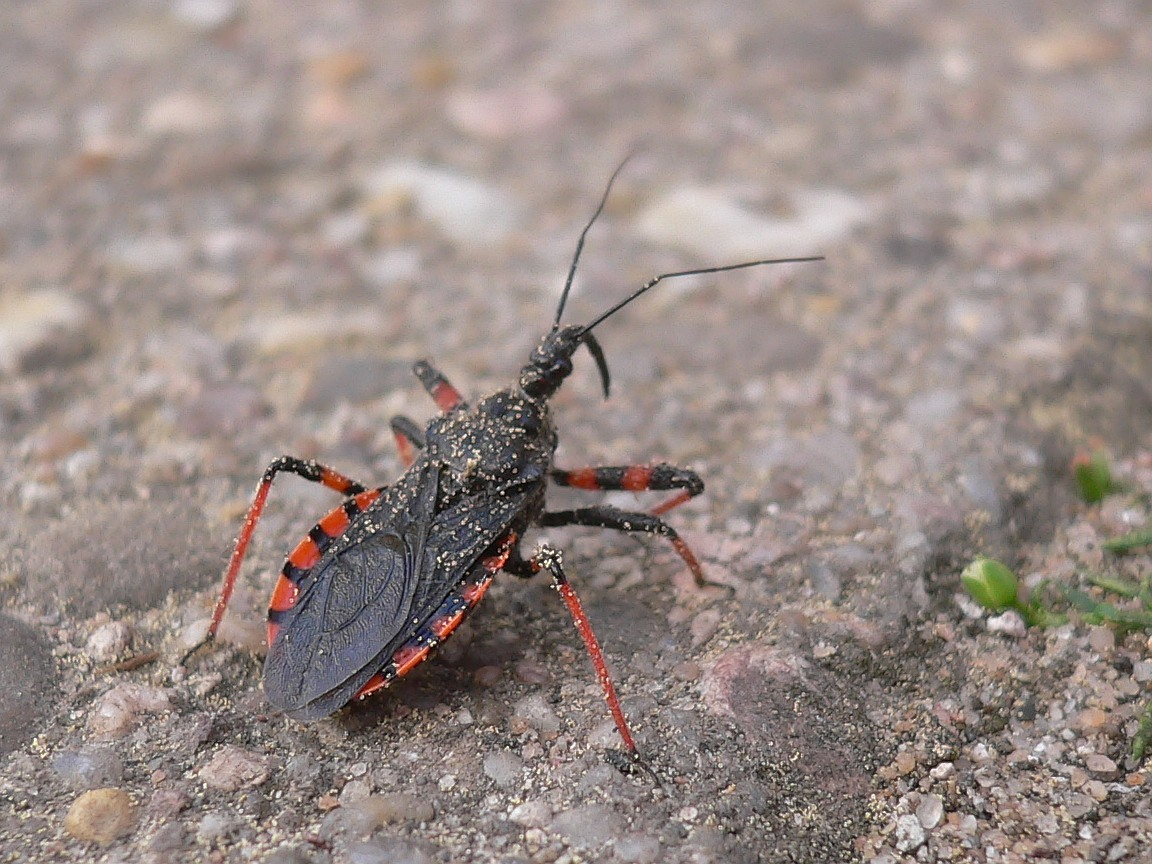
Laterotergiti in Rhinocoris annulatus.

L'addome è generalmente depresso in senso dorso-ventrale e spesso presenta espansioni laterali appiattite, dette laterotergiti o paratergiti, che sporgono dalle emielitre. È composto da 9 uriti nel maschio e 10 nella femmina, ma l'ultimo è molto ridotto. I cerci sono assenti. In alcune forme acquatiche (Nepidi), l'ultimo urite presenta due sifoni più o meno lunghi, usati per attingere all'aria della superficie restando immersi, ma nella generalità degli Eterotteri le appendici addominali sono assenti.
Come si è detto in precedenza, sul margine anteriore degli uriti 4-5 o 4-6 delle forme giovanili si aprono i dotti escretori delle ghiandole odorifere. Nella parte ventrale dei Pentatomomorfi sono presenti tricobotri, il cui numero e la cui posizione costituiscono elementi di determinazione tassonomica.
L'ovopositore è presente in molte famiglie ed è composto da tre paia di valve. L'apparato genitale maschile è asimmetrico in alcuni Cimicoidea (Cimicidae e Anthocoridae), come asimmetrici può essere la conformazione degli ultimi uriti dell'addome maschile.

## Anatomia

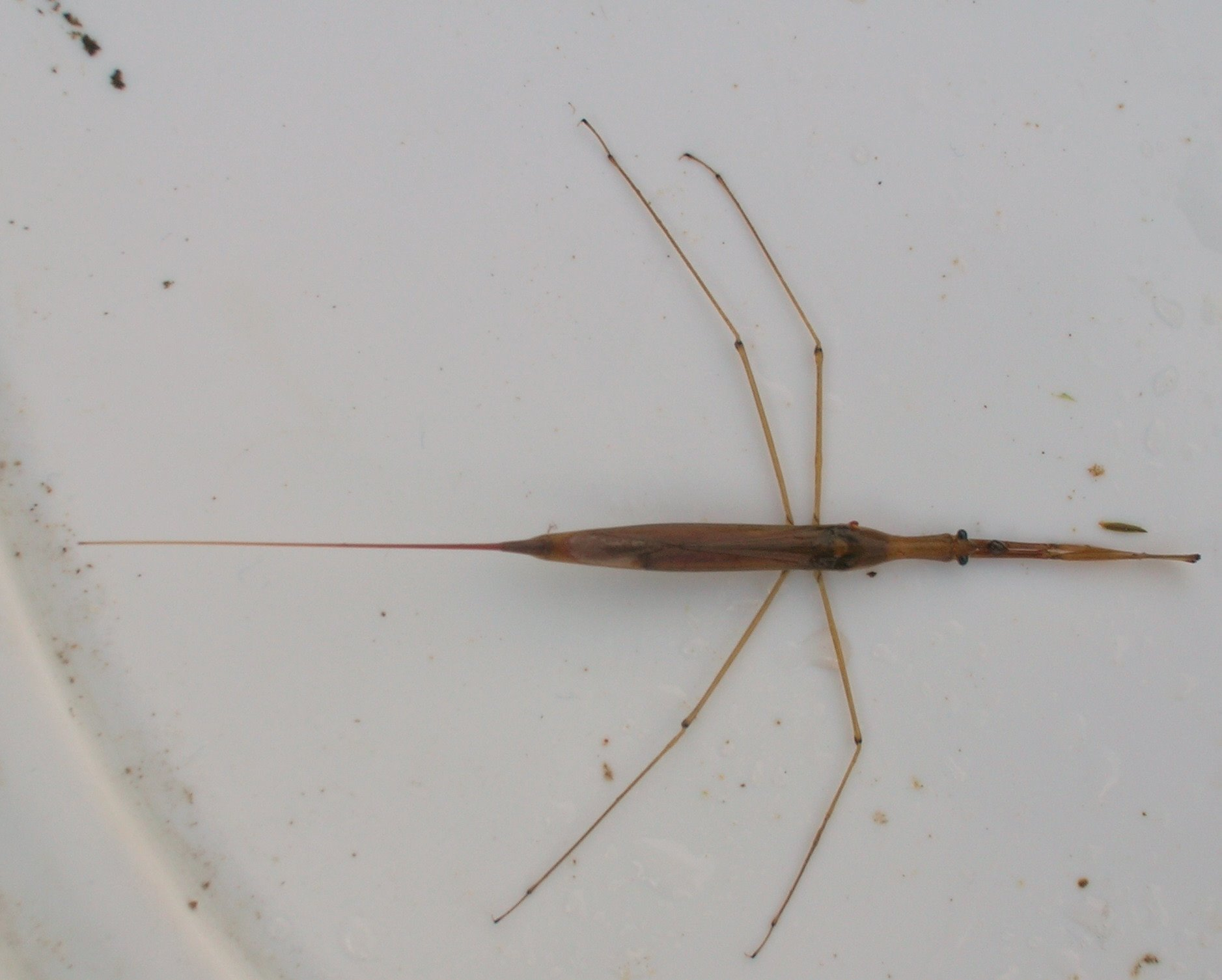
Ranatra linearis. All'estremità posteriore dell'addome sono evidenti i due sifoni, uniti per la lunghezza.

L'apparato digerente è caratterizzato, come in tutti i Rincoti, dalla presenza della pompa faringeale, ossia uno sviluppo particolare della tunica della faringe associato ad un sistema di muscoli dilatatori dorsali, atto ad esercitare la suzione degli alimenti liquidi. L'esofago è breve, il mesentero è suddiviso in quattro porzioni da strozzature e, nelle forme fitomize, sono presenti diverticoli ciechi contenenti batteri simbionti. Il proctodeo è breve e ad esso sono associati 2 o 4 tubi malpighiani.
L'apparato respiratorio degli eterotteri terrestri e semiacquatici è generalmente provvisto di 10 paia di stigmi, di cui 2 paia sono toraciche e le altre disposte nella parte ventrale degli uriti I-VIII. Nelle forme acquatiche possono esserci modificazioni morfostrutturali che ne riducono il numero, ma quella più evidente si riscontra nei Nepidi, con il prolungamento dell'ultimo paio in due processi caudali detti sifoni.
L'apparato secretore è caratterizzato, nella maggior parte degli Eterotteri, dalla presenza delle citate ghiandole odorifere, che secernono una sostanza quasi sempre maleodorante, con effetto repellente. Nelle forme giovanili le ghiandole odorifere sono localizzate nell'addome e sboccano nella parte dorsale. Negli adulti sono invece disposte nel torace, presenti in numero di due o una, in quest'ultimo caso piuttosto sviluppata. I dotti efferenti, come si è detto, possono avere un unico sbocco (tipo omphalium) oppure due sbocchi latero-ventrali (tipo diastomico).

## Biologia

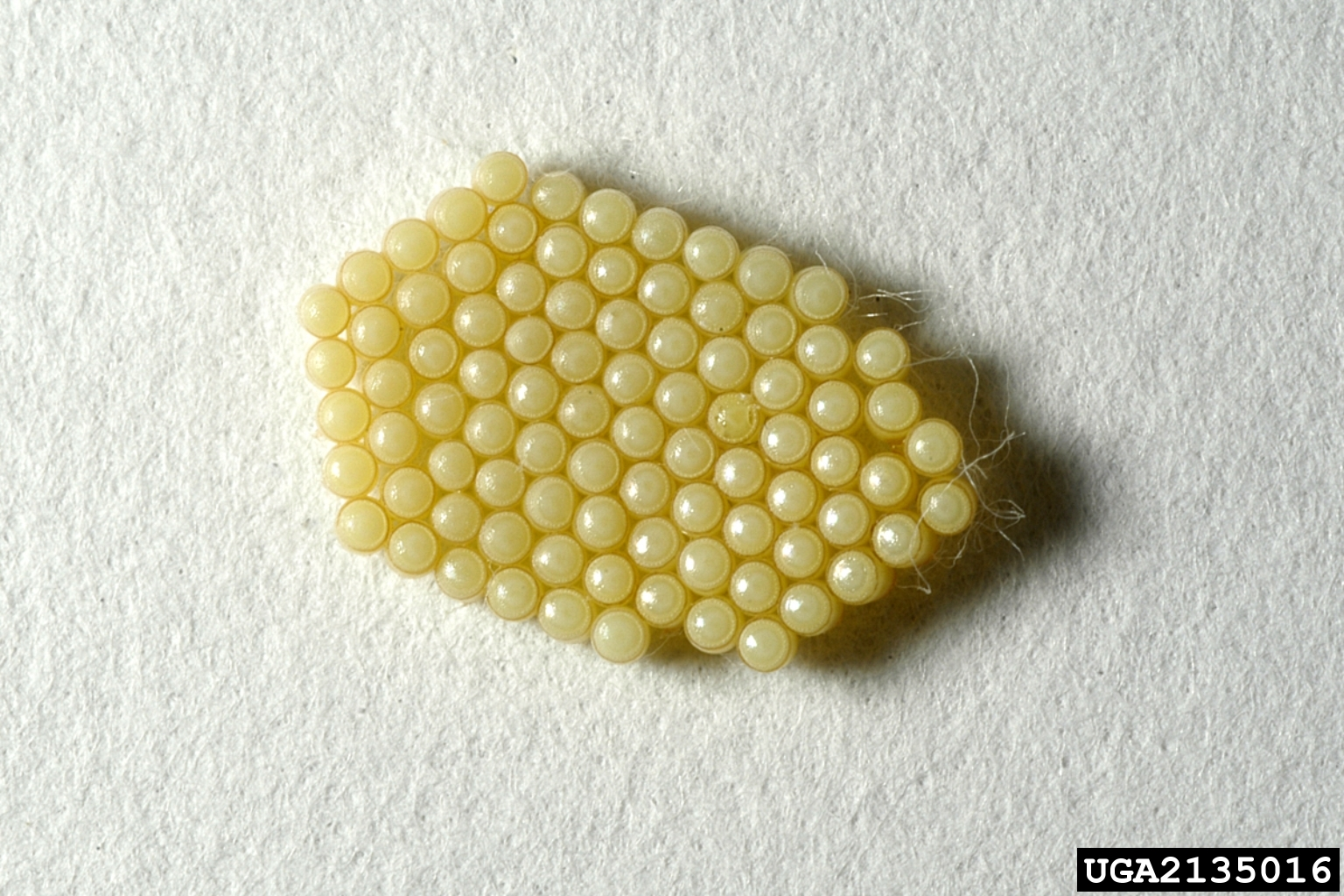
Ovatura di Nezara viridula.

Gli Eterotteri sono in generale insetti paurometaboli e lo sviluppo postembrionale passa attraverso due stadi di neanide e tre di ninfa. Si riproducono per anfigonia e sono ovipari. Le uova sono disposte isolate, o più spesso a gruppi, su vari supporti, in genere sulla superficie dei vegetali. Spesso sono parzialmente infisse nei tessuti vegetali oppure incollate con il secreto delle ghiandole colleteriche. Singolare è la deposizione delle uova in alcuni eterotteri acquatici (es. Belostomatidi), che vengono incollate sul dorso dei maschi in modo che questi; lo scopo è quello di far svolgere l'incubazione in modo ottimale alternando l'immersione all'emersione in superficie per regolare l'afflusso di ossigeno e la temperatura.
L'alimentazione è generalmente saprofaga, zoofaga o fitofaga. Non sono rare l'onnivoria e il cannibalismo, che in genere rappresentano importanti fattori di regolazione delle popolazioni. Le forme zoofaghe sono ematofaghe oppure predatrici. Gli ematofagi fanno capo alle famiglie dei Cimicidi, dei Polictenidi e dei Reduvidi (sottofamiglia Triatominae) e attaccano mammiferi e uccelli. Alcune specie sono associate all'Uomo.

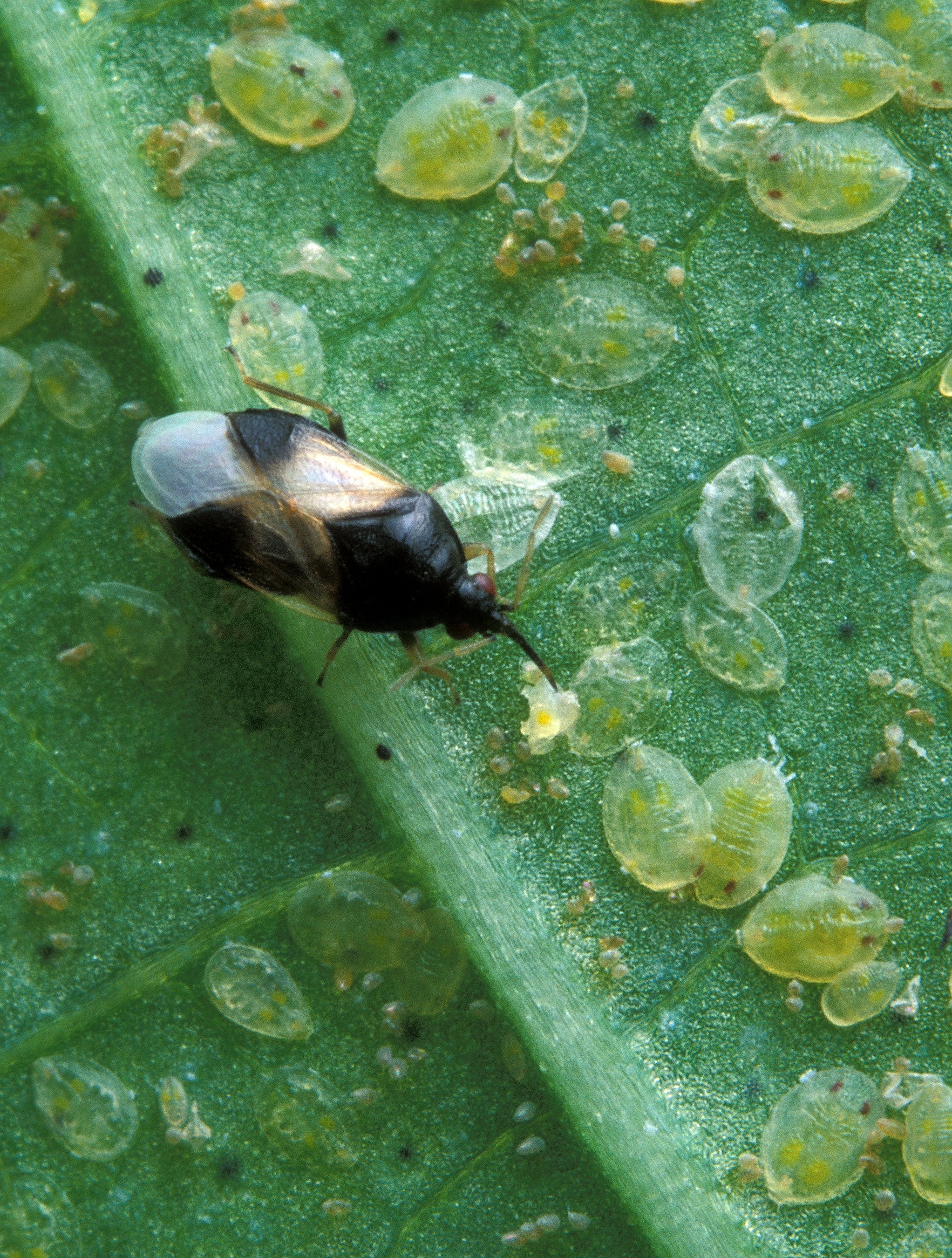
Orius insidiosus in predazione su aleurodi.

Le forme predatrici sono presenti in diverse famiglie e si nutrono, la maggior parte, a spese di piccoli artropodi, quali acari, tisanotteri, omotteri e uova di vari ordini. I predatori acquatici o acquaioli manifestano in generale una spiccata polifagia attaccando in generale vari invertebrati e, nel caso delle specie più grandi, anche piccoli vertebrati (girini e avannotti). La predazione si associa spesso ad una spiccata aggressività, riscontrabile soprattutto fra i Reduvidi, i Nabidi e diversi eterotteri associati agli ambienti acquatici. Molte specie possono pungere anche l'Uomo quando vengono disturbate. Le specie predatrici di particolare interesse rientrano fra le famiglie dei Miridi, degli Antocoridi e degli Joppeicidi in quanto alcune sono impiegate in lotta biologica.
Gli eterotteri fitofagi di maggiore importanza fanno capo, in generale, alle famiglie dei Tingidi e dei Miridi e all'infraordine dei Pentatomomorfi. Rispetto agli Omotteri, la dannosità degli eterotteri è di secondaria importanza, sotto l'aspetto economico, tuttavia molte specie possono rivelarsi occasionalmente o frequentemente dannose alle coltivazioni. I danni consistono prevalentemente in cali della produttività delle piante, per sottrazione della linfa e per aborti fiorali, deprezzamento del prodotto per comparsa di aree decolorate o necrotiche più o meno estese, trasmissione di sapori e odori sgradevoli. Alcune specie, fra i Pentatomomorfi, sono possibili vettori di virus. Gli organi attaccati sono, secondo le specie, generalmente fiori, semi, frutti, foglie e giovani germogli.
Fra gli altri regimi dietetici va citata la presenza di eterotteri micetofagi o sinfili.
L'habitat presenta una notevole varietà in relazione alle abitudini e all'alimentazione. Le specie terrestri, sia fitomize sia predatrici, vivono per lo più sui vegetali, con una propensione più o meno marcata per le forme arboree o per quelle erbacee. Altre specie vivono prevalentemente sul terreno o nelle lettiere forestali; in genere si tratta di specie saprofaghe oppure fitofagi che si alimentano a spese di semi caduti sul terreno o, infine, di predatori. Fra gli habitat terrestri si annoverano anche gli ambienti domestici per i Cimicomorfi ematofagi associati all'Uomo.

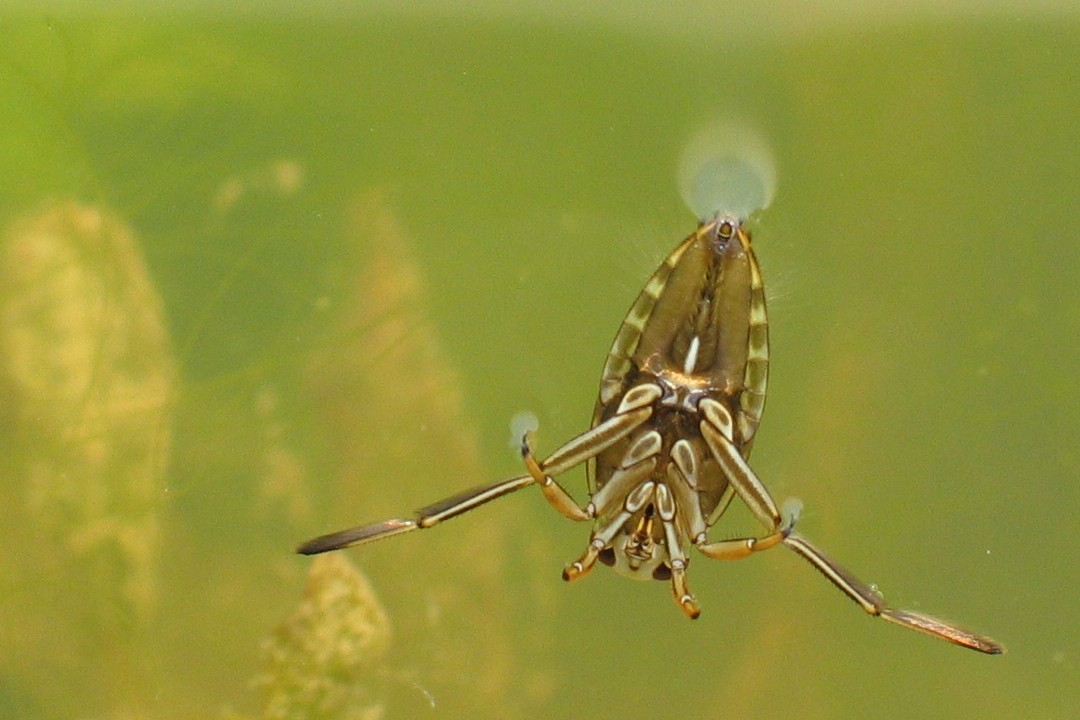
Notonecta glauca, una specie acquatica.

Alcuni infraordini comprendono specie associate più o meno strettamente ad ambienti acquatici oppure colonizzano ambienti in prossimità di specchi d'acqua di varia natura. Queste specie possono essere distinte in due grandi gruppi:
- Specie prettamente acquatiche: le più importanti fanno capo all'infraordine dei Nepomorfi. Vivono in acque dolci o salate, generalmente in acque tranquille di laghi, stagni, paludi e fiumi a corso lento e la loro attività si svolge in prevalenza in immersione. La loro morfologia è adattata a lunghe immersioni perciò dispongono di strutture morfoanatomiche in grado di sfruttare riserve d'aria o di attingere all'aria della superficie. Frequente è la presenza di zampe natatorie.
- Specie acquaiole o semiacquatiche: le più importanti fanno capo all'infraordine dei Gerromorfi e dei Leptopodomorfi. Vivono generalmente nelle lettiere, sulle sponde o sulla vegetazione di ambienti acquatici oppure sulla stessa superficie dell'acqua. Sono capaci di brevi immersioni o molti, più in generale, di muoversi camminando o slittando sull'acqua sfruttando la tensione superficiale. Alcune specie hanno habitat marini.

## Sistematica
La classificazione e l'inquadramento sistematico degli Eterotteri ha subito diverse modifiche. Originariamente erano inquadrati al livello di ordine con il nome di Hemiptera, poi esteso all'intero ordine che attualmente comprende anche gli Omotteri. La suddivisione interna su criteri morfologici, si è basata in passato su alcuni elementi che fondamentalmente ne definivano l'habitat, ma questa suddivisione è ormai superata ed è citata per lo più in alcuni vecchi testi di Entomologia applicata. La più ricorrente, attualmente, individua sette infraordini, a loro volta comprendenti una o più superfamiglie con oltre 70 famiglie. Non tutti gli autori concordano con la posizione sistematica di alcuni raggruppamenti, con divergenze che possono interessare l'inquadramento sistematico nell'ambito delle superfamiglie o delle famiglie e l'attribuzione del rango, a livello di famiglia o sottofamiglia. Tali divergenze sono dovute per lo più a informazioni ancora non soddisfacenti sulle relazioni filogenetiche.
Lo schema completo adottato in questa sede, si struttura secondo il seguente albero:
- Infraordine: Cimicomorpha. Comprende sei superfamiglie:

- Cimicoidea. Famiglie: Anthocoridae, Cimicidae, Nabidae, Polyctenidae, Velocipedidae
- Joppeicoidea. Famiglia: Joppeicidae
- Miroidea. Famiglie: Microphysidae, Miridae
- Reduvoidea o Reduvioidea. Famiglie: Pachynomidae, Reduviidae
- Thaumastocoroidea. Famiglia: Thaumastocoridae
- Tingoidea. Famiglia: Tingidae

- Infraordine: Dipsocoromorpha. Comprende una sola superfamiglia:

- Dipsocoroidea. Famiglie: Ceratocombidae, Dipsocoridae, Hypsipterygidae, Schizopteridae, Stemmocryptidae

- Infraordine: Enicocephalomorpha. Comprende una sola superfamiglia:

- Enicocephaloidea. Famiglie: Aenictopecheidae, Enicocephalidae

- Infraordine: Gerromorpha. Comprende quattro superfamiglie:

- Gerroidea. Famiglie: Gerridae, Hermatobatidae, Veliidae
- Hebroidea. Famiglia: Hebridae
- Hydrometroidea. Famiglia: Hydrometridae, Macroveliidae, Paraphrynoveliidae
- Mesovelioidea. Famiglia: Mesoveliidae

- Infraordine: Leptopodomorpha. Comprende due superfamiglie:

- Leptopodoidea. Famiglie: Leptopodidae, Omaniidae
- Saldoidea. Famiglie: Aepophilidae, Saldidae

- Infraordine: Nepomorpha. Comprende cinque superfamiglie:

- Corixoidea. Famiglia: Corixidae
- Gelastocoroidea. Famiglie: Gelastocoridae, Ochteridae
- Naucoroidea. Famiglie: Aphelocheiridae, Naucoridae, Potamocoridae
- Nepoidea. Famiglie: Belostomatidae, Nepidae
- Notonectoidea. Famiglie: Helotrephidae, Notonectidae, Pleidae

- Infraordine: Pentatomomorpha. Comprende sei superfamiglie:

- Aradoidea. Famiglie: Aradidae, Termitaphididae
- Coreoidea. Famiglie: Alydidae, Coreidae, Hyocephalidae, Rhopalidae, Stenocephalidae
- Idiostoloidea. Famiglie: Henicocoridae, Idiostolidae
- Lygaeoidea. Famiglie: Artheneidae, Berytidae, Blissidae, Colobathristidae, Cryptorhamphidae, Cymidae, Geocoridae, Heterogastridae, Lygaeidae, Malcidae, Ninidae, Oxycarenidae, Pachygronthidae, Piesmatidae, Rhyparochromidae
- Pentatomoidea. Famiglie: Acanthosomatidae, Aphylidae, Canopidae, Cydnidae, Dinidoridae, Lestoniidae, Megarididae, Pentatomidae, Phloeidae, Plataspidae, Scutelleridae, Tessaratomidae, Thaumastellidae, Urostylidae
- Pyrrhocoroidea. Famiglie: Largidae, Pyrrhocoridae